# Linda DeScenna
Linda DeScenna est une chef décorateur américaine, née le 14 novembre 1949 à Warren, dans l'Ohio.

## Récompenses
Linda DeScenna a été nommée pour cinq Oscars des meilleurs décors au cours de sa carrière, pour les films suivants :
- Star Trek, le film - 1980
- Blade Runner - 1983
- La Couleur pourpre - 1986
- Rain Man - 1989
- Toys - 1993